# DEVOTION (KATSUMIのアルバム)
『DEVOTION』（デヴォション）は1997年5月25日に発売されたKATSUMI8枚目のオリジナル・アルバム。

## 内容
ワーナーミュージック・ジャパンへ移籍後第1弾アルバムとなったが、結果的に在籍中唯一の作品となった。
初のセルフ・プロデュース作品であり作詞・作曲は全てKATSUMI。パイオニアLDC在籍時までと異なり「渡辺克巳」ではなく「KATSUMI」が用いられている。
ビジュアル・プロデューサーは横尾忠則。シングル表題曲のミュージック・ビデオも担当した。
ブックレットには音楽評論家・雑誌編集者の棚橋和博によるライナーノーツが掲載されている。

## 収録曲
全曲　作詞・作曲・編曲：KATSUMI（特記以外）
1. 全ての意味（4：50）[1]
2. 抱きしめたい（4：46）[1]
  - 19thシングル。
  - テレビ東京系『音楽空間アンモナイト』エンディングテーマ。
3. Feel the Changes（4：46）[1]
4. Promise（5：18）[1]
5. I wanna Win（4：27）[1]
  - 編曲：上杉洋史
  - 18thシングル。シングル・ヴァージョンと異なるミックスで収録。
  - 慶応進学会CM曲。
6. Devotion（4：48）[1]
  - 編曲：KATSUMI・大竹徹夫
7. 君のそばに（5：21）[1]
  - 編曲：KATSUMI・上杉洋史
8. Stand Up（4：47）[1]
  - 編曲：KATSUMI・大竹徹夫・上杉洋史
9. No Headquarters (album mix)（4：51）[1]
  - 編曲：KATSUMI・大竹徹夫
  - 18thシングル「I wanna Win」カップリング。
  - シングル・ヴァージョンと異なるミックスで収録。
10. A Day at the Waterfall（4：25）[1]
11. Believe It's True（4：58）[1]
  - 編曲：KATSUMI・上杉洋史